# Encardia rufantennata
Encardia rufantennata är en stekelart som beskrevs av Pierre L. G. Benoit 1953. Encardia rufantennata ingår i släktet Encardia och familjen brokparasitsteklar. Inga underarter finns listade i Catalogue of Life.